# Штомпель Микола Васильович
Микола Васильович Штомпель (11 жовтня 1936, Штомпелівка, Хорольський район— 2 березня 2004, Київ, Україна) — радянський і український вчений в галузі вівчарства, селекціонер і генетик, доктор біологічних наук, професор. Заслужений діяч науки і техніки України, співавтор таврійського типу асканійської тонкорунної породи овець і шести заводських ліній.

## Біографія
Дитинство і юність майбутнього вченого промайнуло в сільській місцевості.
Навчався в Штомпелівській семирічній школі, Хорольській СШ № 1. Після закінчення навчання у школі — студент Полтавського сільськогосподарського інституту (1954—1959). Закінчив вищу школу бонітерів при Науково-дослідному інституті тваринництва степових районів ім. М. Ф. Іванова «Асканія-Нова». Майже 10 років працював безпосередньо на племзаводі «Червоний чабан» Каланчацького району Херсонської області зоотехніком-селекціонером. З 1968 року працював в Українській сільськогосподарській академії. У цьому ж навчальному закладі закінчив аспірантуру і захистив кандидатську дисертацію, працював асистентом, доцентом, підготував і захистив у 1989 році докторську дисертацію на тему «Генетичні основи селекції асканійських тонкорунних овець», став професором і завідувачем кафедри (1990—2003).
Його лекції об'єднують теоретичні положення і практичні прийоми ведення галузі вівчарства не тільки в Україні, але і в Австрії, Франції, США, Німеччини та Бразилії.
Під час проведення в Києві міжнародних виставок сільськогосподарських тварин професора запрошували в якості експерта при відборі і оцінці кращих представників порід і типів тварин.
Член комісії по оцінці аборигенних популяцій овець у зонах Карпатського і Південно-Придунайського регіонів і на їх основі розробляв програми перспективного розвитку галузі вівчарства.
Входив у склад державної Вищої атестаційної комісії по оцінці дисертацій. Школа професора активно продовжує справу свого учителя, в тому числі, і на міжнародному рівні (Болгарія, Румунія, Угорщина, Франція).

## Увічнення пам'яті
Міжнародна науково-практична конференція 10-12 жовтня 2016 року «Теорія і практика формування конкурентоспроможного вівчарства та козівництва України в умовах євроінтеграції» присвячена 80-річчю від дня народження доктора сільськогосподарських наук, професора Штомпеля М. В.